# Чернявский, Олег Дмитриевич
Олег Дмитриевич Чернявский (бел. Алег Дзмітрыевіч Чарняўскі; 25 ноября 1970, Измаил, Одесская область, Украинская ССР) — советский и белорусский футболист, левый полузащитник.

## Карьера
В начале взрослой карьеры выступал за команды КФК «Портовик» (Измаил), «Строитель» (Старые Дороги). В 1990 году начал играть за дублирующий состав минского «Динамо», занял второе место в первенстве СССР среди дублирующих команд. С 1991 по 1998 годы выступал за основную команду минчан. Всего за столичный клуб Чернявский провёл в высших лигах СССР и Беларуси 139 матчей и забил 15 голов. В 1999—2000 годах выступал за солигорский «Шахтёр», а после пятилетнего перерыва в карьере сыграл 8 матчей во второй лиге Беларуси за «Молодечно».

## Выступления за сборную
Дебют за национальную сборную Беларуси состоялся 31 августа 1996 года в квалификационном матче ЧМ 1998 против сборной Эстонии. Всего Чернявский провёл за сборную 7 матчей.

## Достижения

### Командные
- Чемпион Беларуси: 1992, 1993/94, 1994/95, 1995, 1997
- Серебряный призёр чемпионата Беларуси: 1996
- Обладатель Кубка Беларуси: 1992, 1993/94
- Финалист Кубка Беларуси: 1995/96, 1997/98

### Личные
Включён в список лучших 11 игроков чемпионата Беларуси 1996 года.